# 奥尔内
奥尔内（法語：Ornex，法語發音：[ɔʁnɛ]）是法国东部安省的一个市镇，属于热克斯区。

## 地理
奥尔内（46°16'34"N, 6°5'36"E）面积5.64 平方千米，位于法国奥弗涅-罗讷-阿尔卑斯大区安省，该省份为法国东部省份，北起汝拉省，西北接索恩-卢瓦尔省，西接罗讷省和里昂大都会，南至伊泽尔省，东与萨瓦省、上萨瓦省和瑞士接壤。
与奥尔内接壤的市镇（或旧市镇、城区）包括：费内-伏尔泰、普雷弗桑－莫昂、塞尼、韦尔索内、科莱-博西。
奥尔内的时区为UTC+01:00、UTC+02:00（夏令时）。

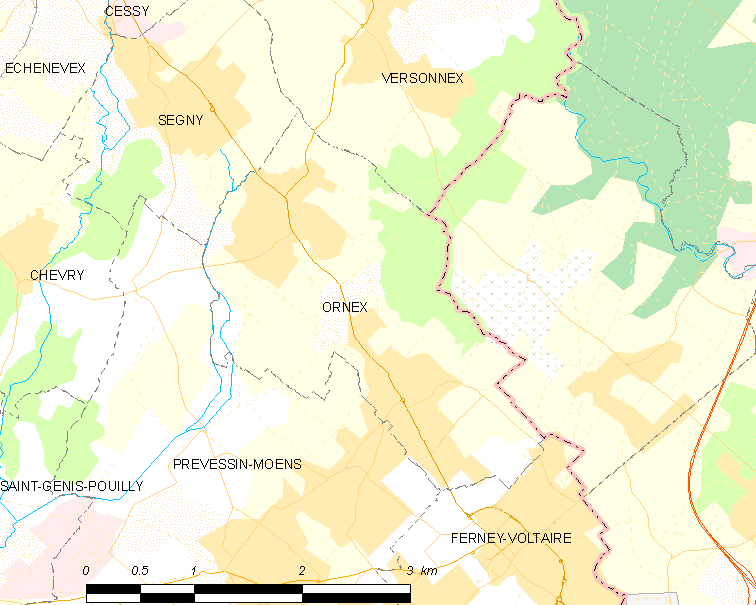
奥尔内的OSM定位图

## 行政
奥尔内的邮政编码为01210，INSEE市镇编码为01281。

## 政治
奥尔内所属的省级选区为圣热尼-普伊县。

## 人口

1962-2008年间奥尔内人口变化图示

奥尔内于2022年1月1日时的人口数量为4903人。